# John Pope
John Pope (18. marts 1822 – 23. september 1892) var karriereofficer i den amerikanske hær og general for Unionen i den amerikanske borgerkrig. Han havde en kort og succesfuld karriere i det vestlige operationsområde, men er mest kendt for sit nederlag i det Andet slag ved Bull Run i det østlige operationsområde. Efter borgerkrigen genoptog han en succesfuld militær karriere i indianerkrigene.

## Tidlige liv
Pope blev født i Louisville, Kentucky som søn af Nathaniel Pope, en prominent føderal dommer i det tidlige Illinois Territorie og en ven af advokaten Abraham Lincoln. Han var svoger til Manning Force langt ude i familie med Mary Todd Lincoln. Han fik eksamen fra West Point i 1842 og blev udnævnt til midlertidig sekondløjtnant i de topografiske ingeniørtropper. Han grjode tjeneste i Florida og hjalp med til at kortlægge den nordøstlige grænse mellem De Forenede Stater og Canada. Han kæmpede under Zachary Taylor i Slaget ved Monterrey og Slaget ved Buena Vista under den Mexicansk-amerikanske krig, hvilket henholdsvis gav han en midlertidig forfremmelse til premierløjtnant og kaptajn. Efter krigen arbejdede Pope på som kortlægger i Minnesota. I 1850 demonstrerede han at det var muligt at sejle på Red River. Han gjorde tjeneste som chefingeniør i militærdepartementet New Mexico fra 1851 til 1853 og brugte resten af tiden før borgerkrigen på at kortlægge for en mulig ruteføring af den første transkontinentale jernbane.

## Borgerkrigen
Pope gjorde tjeneste ved fyrvæsenet da Abraham Lincoln blev valgt, og var en af de fire officerer der blev udvalgt til at eskortere den nyvalgte præsident til Washington, D.C. Han tilbød at være adjudant for Lincoln, men den 14. juni 1861 blev han forfremmet til brigadegeneral i den frivillige hær med rang fra 17. maj 1861) og blev beordret til Illinois for at rekruttere frivillige.
I det vestlige militærdepartement ved generalmajor John C. Frémont, overtog Pope i juli kommandoen over det nordlige og centrale Missouri, med operationel kontrol over en del af Mississippifloden. Han havde et ubekvemt forhold til Frémont og forsøgte ad politisk vej at få ham fjernet. Frémont var overbevist om, at Pope havde forræderiske hensigter mod ham, hvilket han viste ved ikke at følge Frémont's offensive planer i Missouri. Historikeren Allan Nevins skrev: "Rent faktisk er inkompetence og frygtsomhed bedre forklaringer på Popes adfærd end forræderi, om end han bestemt viste en ulydig indstilling." Pope tvang til sidst Sydstatshæren under Sterling Price til at trække sig tilbage mod syd, og tog 1.200 fanger i en mindre træfning ved Blackwater, Missouri, den 18. december. Pope, som tidligt i krigen grundlagde et ry som pralhals, evnede at skabe en betydelig avisinteresse i sin lille sejr, hvilket betød, at han blev bemærket af Frémont's afløser generalmajor Henry W. Halleck.
Halleck udpegede Pope til at lede Army of the Mississippi (og Mississippi distriktet i Department of the Missouri) den 23. februar 1862. Med 25.000 mand til rådighed blev han beordret til at fjerne sydstatsforhindringer på Mississippifloden. Han gennemførte en overraskende march til New Madrid i Missouri, og erobrede byen den 14. marts. Derefter gennemførte han en kampagne for at erobre Slaget ved Island No. 10, en stærkt befæstet post med en garnison på 12.000 mand og 58 kanoner. Pope's ingeniører lavede en kanal, som tillod ham at passere forbi øen og derefter landede han med assistance fra flådekaptajn Andrew H. Foote sine tropper på den modsatte bred, hvilket afskar forsvarerne. Øens garnison overgav sig den 7. april 1862, og Mississippi kunne herefter besejles helt ned til Memphis i Tennessee.
Pope's fremragende indsats på Mississippi floden indbragte ham en forfremmelse til generalmajor med rang fra 21. marts 1862. Under Belejringen af Corinth, kommanderede han den venstre fløj af Halleck's hær, men han blev snart kaldt øst på af Lincoln.
Efter at generalmajor George B. McClellan's Peninsula kampagne var kollapset, blev Pope udpeget til at kommandere Army of Virginia, der var sammensat af spredte styrker i Shenandoahdalen og det nordlige Virginia. Denne forfremmelse gjorde Fremónt så rasende, at han tog sin afsked.
Pope medbragte en tilsyneladende selvsikker holdning, som var stødende for soldaterne i hans østlige kommando. Han udsendte en forbløffende meddelelse til sin nye hær den 14. juli 1862, som blandt andet indeholdt følgende:
| „ | Lad os forstå hinanden. Jeg er kommer til jer fra Vesten, hvor vi altid har set ryggen af vore fjender, fra en hær hvis opgave det har været at søge modstanderen og slå ham, når han blev fundet, hvis politik har været angreb og ikke forsvar. Næsten hver gang har fjenden været i stand til at overgå vore Vestlige hære i defensiv holdning. Jeg formoder, at jeg blevet tilkaldt hertil for at benytte det samme system her og lede jer mod fjenden. Det er mit mål at gøre dette, og hurtigt. Jeg er sikker på, at I længes efter en mulighed for at vinde de udmærkelser, som I kan opnå. Den mulighed skal jeg bestræbe mig på at give jer. I mellemtiden ønsker jeg, at I skal fjerne bestemte fraser fra jeres tanker, fraser, som jeg er ked af at opleve, er så meget på mode blandt jer. Jeg hører til stadighed om at "indtage stærke positioner og holde dem" om "retrætelinier" og om "forsyningsbaser". Lad os glemme sådanne ideer. Den stærkeste position, som en soldat skulle ønske sig at indtage, er den, hvor han lettest kan rykke frem mod fjenden. Lad os studere fjendens mulige retrætelinier og lade vore egne i fred. Lad os se foran os og ikke bagved. Succes og ære ligger foran os, katastrofe og skam sniger sig rundt bagved. Lad os handle ud fra denne erkendelse, og det vil være sikkert at forudse, at jeres faner skal få tilføjet navnet på mangen ærefuld dåd, og at jeres navne skal holdes i hævd af jeres landsmænd for altid | “ |
|   | — John Pope, meddelelse til Army of Virginia |   |

Trods denne udfordrende adfærd, og trods det, at han modtog enheder fra McClellans Army of the Potomac som fik Army of Virginia til at svulme op til 70.000 mand oversteg Pope’s aggressivitet hans strategiske evner, især da han nu stod overfor Sydstaternes general Robert E. Lee. Lee, som fornemmede, at Pope var ubeslutsom, delte sin noget mindre hær (55.000 mand i to og sendte generalmajor Thomas J. "Stonewall" Jackson med 24.000 mand på et afledningsangreb til Cedar Mountain, hvor Jackson besejrede Pope's underordnede, Nathaniel P. Banks. Mens Lee rykkede frem mod Pope med resten af sin hær, svingede Jackson udenom Pope og erobrede hans vigtigste forsyningsbase i Manassas Station. Forvirret og ude af stand til at finde Sydstaternes hovedstyrke gik Pope i en fælde i det Andet slag ved Bull Run. Hans mænd modstod et kombineret angreb fra Jackson og Lee den 29. august 1862, men dagen efter igangsatte generalmajor James Longstreet et overraskende angreb i flanken og Unionshæren blev besejret og tvunget til at trække sig tilbage. Pope forstærkede sin upopularitet i hæren ved at skyde skylden for nederlaget på generalmajor Fitz John Porter, som blev fundet skyldig af en krigsret og afskediget i unåde.
Pope selv mistede sin kommando den 12. september 1862, og hans hær blev slået sammen med Army of the Potomac under McClellan. Han tilbragte resten af krigen i det Nordvestlige USA (Minnesota), hvor han håndterede Dakota krigen i 1862. Hans måneder i kampagne i Vesten gav karrieremæssige dividender fordi han blev udpeget til at kommandere Militærområdet Missouri den 30. januar 1865, og fik en midlertidig forfremmelse til generalmajor i den regulære hær den 13. marts 1865 for sin indsats ved Island No. 10.

## Efter krigen
I april 1867 blev Pope udnævnt til guvernør i Det tredje Militærdistrikt under Rekonstruktionne og opslog sit hovedkvarter i Atlanta, hvor han udstedte ordrer om at Sorte kunne gøre tjeneste i juryer, beordrede borgmesteren til at fortsætte endnu et år, udsatte valgene og forbød byen at reklamere i byens aviser på en måde, som ikke understøttede Rekonstruktionen. Præsident Andrew Johnson fjernede ham fra posten den 28. december 1867, og erstattede ham med George G. Meade.
Pope vendte tilbage til Vesten og udmærkede sig i Apache krigene. Han skabte sig politiske fjender i Washington ved at anbefale, at man hellere skulle overlade administrationen af reservaterne til en militærperson frem for det korrupte Kontor for indianske affærer. Han skabte kontrovers ved at argumentere for en bedre og mere human behandling af indianerne i USA.
John Pope blev forfremmet til generalmajor i 1882 og trak sig tilbage i 1886. Han døde på the Ohio Soldiers' Home nær Sandusky Han ligger begravet på Bellefontaine Cemetery i St. Louis, Missouri.

## Yderligere læsning
- Ellis, Richard N., General Pope and U.S. Indian Policy. Albuquerque, New Mexico: University of New Mexico Press, 1970. ISBN 0-8263-0191-6.
- Pope, John (posthumous). The Military Memoirs of General John Pope, University of North Carolina Press, 1998. ISBN 0-8078-2444-5.
- Ropes, John Codman, The Army in the Civil War, Vol. IV: The Army under Pope, Charles Scribner's Sons, 1881.
- Strother, David Hunter and Cecil D. Elby, ed. A Virginia Yankee in the Civil War. University of North Carolina Press, 1961, ISBN 0-8078-4757-7.

## Eksterne links
- John Pope (1822-1892)
- John Pope Arkiveret 3. december 2013 hos  Wayback Machine på Sparticus.net Arkiveret 27. april 2014 hos  Wayback Machine
- Harper's Weekly, 13. september 1862